# Katharina Kasper
Maria Katharina Kasper (Dernbach, 26 maggio 1820 – Dernbach, 2 febbraio 1898) è stata una religiosa tedesca, fondatrice della congregazione delle Povere Ancelle di Gesù Cristo. È stata proclamata santa da papa Francesco nel 2018.

## Culto
La sua causa di beatificazione fu introdotta il 3 febbraio 1946; il 4 ottobre 1974 papa Paolo VI ha decretato l'eroicità delle sue virtù riconoscendole il titolo di venerabile.
La Santa Sede attribuì alla sua intercessione la guarigione, ritenuta miracolosa, di una suora affetta da tubercolosi delle meningi: ciò ha consentito la sua beatificazione, celebrata il 16 aprile 1978.
Il 6 marzo 2018 è stato riconosciuto un altro miracolo avvenuto per sua intercessione e pertanto è stata proclamata santa il 14 ottobre successivo da papa Francesco.